# Кужебаевский
Кужеба́евский — посёлок в Нагайбакском районе Челябинской области России. Входит в Парижское сельское поселение.

## География
Расположен на берегу реки Нижний Тогузак. Ближайшие населённые пункты: сёла Париж и Татищево. Расстояние до районного центра села Фершампенуаз 46 км.

## Население
| 2002 | 2010 |
| ---- | ---- |
| 362  | ↘240 |

Гендерный состав
По данным Всероссийской переписи 2010 года численность населения посёлка составляла 240 человек (123 мужчины и 117 женщин).

## Улицы
Уличная сеть посёлка состоит из 3 улиц.